# Глинянский тракт
Глинянский тракт — это начальная ветка одной из главных дорог, которая отходила из города Львова в восточном направлении. От Глинянской башни во Львове, Глинянский тракт вёл на Глиняны, далее на Золочев, Зборов, Козлов, Тернополь. Глинянский тракт начинал магистральные пути, ведущие из Львова в Киев, Каменец-Подольский и Яссы (ныне город в Румынии), а также на татарскую дорогу — в Кафу.